# Yordanis Tielves
Yordanis Tielves García (né le 11 mai 1981 à Cárdenas) est un joueur de football cubain, qui évolue au poste d'attaquant.

## Biographie
Tielves évolue durant toute sa carrière au FC Matanzas, dont il est le capitaine durant plus de dix ans. Auteur de 75 buts en championnat de Cuba (série en cours, voir section Statistiques), il en est le meilleur buteur lors de la saison 2005-06 avec 11 buts. 
Même s'il n'a jamais été international cubain, il est appelé en 2008 par le sélectionneur Reinhold Fanz pour faire partie d'une tournée que l'équipe nationale effectue en Allemagne afin de jouer contre des équipes de divisions inférieures. Il marque un but contre Landesberger SV (victoire 6-0), mais les résultats de ces matches ne sont pas considérés officiels.
Alors qu'il semble arrêter sa carrière en 2013, dernière apparition de son club en championnat, Tielves est rappelé de nouveau en 2016 afin de disputer le Torneo de Ascenso (championnat de D2). Le retour du FC Matanzas au sein de l'élite en 2019 lui permet de retrouver le championnat après six ans d'absence à ce niveau.

## Statistiques en championnat
Seuls sont consignés ses buts en championnat de 1re division.
 Sources consultées : El blog del fútbol cubano, et RSSSF. 
| Équipes     | Années    | Buts |
| ----------- | --------- | ---- |
| FC Matanzas | 2003      | 11   |
| FC Matanzas | 2004-2005 | 12   |
| FC Matanzas | 2005-2006 | 11   |
| FC Matanzas | 2006      | 13   |
| FC Matanzas | 2007-2008 | 7    |
| FC Matanzas | 2008-2009 | 13   |
| FC Matanzas | 2009-2010 | 4    |
| FC Matanzas | 2013      | 1    |
| FC Matanzas | 2019      | 3    |
| Total       | 2003-...  | 75   |

## Palmarès

### Distinctions individuelles
- Meilleur buteur du championnat de Cuba en 2005-06 (11 buts)[2].